# Fulvaria brunnearia
Fulvaria brunnearia là một loài bướm đêm trong họ Geometridae.